# Euproctis maros
Euproctis maros är en fjärilsart som beskrevs av Collenette 1947. Euproctis maros ingår i släktet Euproctis och familjen tofsspinnare. Inga underarter finns listade i Catalogue of Life.